# 他田坐天照御魂神社
他田坐天照御魂神社（おさだにますあまてるみたまじんじゃ）は、奈良県桜井市にある神社である。式内大社で、旧社格は村社。

## 歴史

### 概史
かつてこの地には敏達天皇の宮である訳語田幸玉宮（おさたのさきたまのみや）があったとされ、当社は敏達天皇が設置した日祀部が置かれた場所とされる（但し訳語田幸玉宮の所在地は桜井市戒重の春日神社だとする説もある）。延喜式神名帳では大社に列格していたが、それ以後史上から姿を消し、江戸時代には春日神社と名乗っていた。

### 神階
- 天安3年（859年）1月27日、従五位下より従五位上（『日本三代実録』）- 表記は「他田天照御魂神」

## 祭神
天照御魂命
祭神の正体は諸説存在する。
- 『神祇宝典』天照大神之荒魂
- 『神社覈録』天日神命
- 『神名帳考証』天照国照彦火明命・志貴連祖饒速日命
- 『特選神名牒』天火明命

## 交通
- JR桜井線巻向駅より約300m (纏向遺跡辻地区の西に隣接)